# 马鞍山市博物馆
马鞍山市博物馆位于中国安徽省马鞍山市雨山区太白大道2006号1栋，坐南朝北，东邻马鞍山市图书馆。该馆成立于1989年，2008年10月迁入现址。现馆址建筑面积近11000平方米，展陈面积3000平方米，另设有影视厅和休闲辅楼。馆藏文物近万件（套），基本陈列为展现马鞍山地区5000多年的文明进程和当代社会建设成就的《江东第一城-马鞍山历史文化展》，分“吴头楚尾”、“六朝遗韵”、“人杰地灵”、“山水诗城”和“和谐之城”五个部分。
现状开放时间为每周二至周日9：00-17：00（16：00停止入场），法定假日照常开放，10：00和14：30提供两场免费讲解服务。